# 9月英仙座流星雨
9月英仙座流星雨（學名：September Perseids, SPE）是一個有固定出現頻率的小流星雨，可能以英仙座ε為輻射點，發生時間介乎9月5日至9月21日，極大期約發生於9月9日。

## 特徵
9月英仙座流星雨的流星群較暗，速度亦快（每秒約64公里），數量不多（平均每小時5顆），不容易觀察。9月英仙座流星雨曾在2008年出現小爆發，原因未明。

## 外部連結
- 網路天文館：9月英仙座流星雨極大期（页面存档备份，存于）